# Unterschmeien
Unterschmeien ist ein Ortsteil der baden-württembergischen Stadt Sigmaringen im Landkreis Sigmaringen.

## Geographie
Unterschmeien liegt knapp fünf Kilometer westlich der Sigmaringer Stadtmitte überwiegend linksseits der dort am Unterlauf Schmeie genannten Schmiecha, die weniger als drei Kilometer weiter talabwärts in die Donau mündet.

## Geschichte
Der Zigeunerfelsen im Schmeiental mit seiner 10 Meter breiten, 2,4 Meter hohen und nur etwa 3 Meter tiefen Zigeunerhöhle bot Schutz für steinzeitliche Jäger, was bei Ausgrabungen in Kulturschichten der Höhle zutage kam. Die Funde reichen von der jüngeren Altsteinzeit (Jungpaläolithikum) bis in die Mittelsteinzeit zurück. So fanden sich Einzelstücke aus dem Mesolithikum/Neolithikum (Schicht A).
Der Name Schmeien tauchte erstmals im Zuge einer urkundlichen Nennung der Burg Schmeien im Jahr 1334 als hohenbergischer Besitz auf. Im Jahre 1339 verkaufte Graf Heinrich von Hohenberg seine Burg zu Schmeien an Burkard und Johannes von Jungingen. Die Siedlung spaltete sich um 1340 von dem bei der Burg Schmeien gelegenen gleichnamigen Dorf ab. 1385 wird sie erstmals als Unter Smiche das Dorf bezeichnet. Die erste Nennung ist festgehalten im fürstenbergischen Urkundenbuch Band 6 und hat folgenden Wortlaut:

„1385 Gutentag vor St. Gallentag, also am 9. Oktober[!], empfängt Cunz von Rischach Graf Rudolf von Hohenberg Schiltow die Feste und alle Güter, die von Schiltow den von Jungingen verkauf haben und Under-Schmiche das Dorf zu rechten Lehen.“

Die Grafen von Hohenberg vergaben den Ort als Lehen an die Herren von Jungingen, dann an die von Reischach. Letztere verkauften ihn 1418 an die Grafen von Werdenberg. Die Burg wurde 1461 als Burgstall bezeichnet. Als Teil der Herrschaft Jungingen gelangte der Ort nach dem Aussterben der Werdenberger 1534 an die Grafen von Fürstenberg.
1806 erlangten die Fürsten von Hohenzollern-Sigmaringen die Souveränität über Unterschmeien. Nach der Aufhebung des fürstenbergischen Patrimonialobervogteiamts Jungnau 1840 kam der Ort zum fürstlichen und preußischen Oberamt Straßberg, dieses wurde 1854 dem Oberamt Sigmaringen eingegliedert.
Im Rahmen der Gemeindegebietsreform in Baden-Württemberg wurde die bis dahin selbständige Gemeinde Unterschmeien mit Wirkung vom 1. Januar 1972 nach Beschluss des Gemeinderats in die Kreisstadt Sigmaringen freiwillig eingemeindet.

## Politik

### Wappen
Das Wappen der ehemaligen Gemeinde Unterschmeien zeigt in geteiltem Schild oben in Schwarz ein silberner Wellenbalken, unten in Silber eine dreilatzige schwarze Fahne. Der Wellenbalken deutet auf die das Dorf durchfließende Schmeie und macht das Wappen „redend“. Die Fahne erinnert an die Herrschaft der Grafen von Werdenberg über den Ort 1418 bis 1534.

## Kultur und Sehenswürdigkeiten

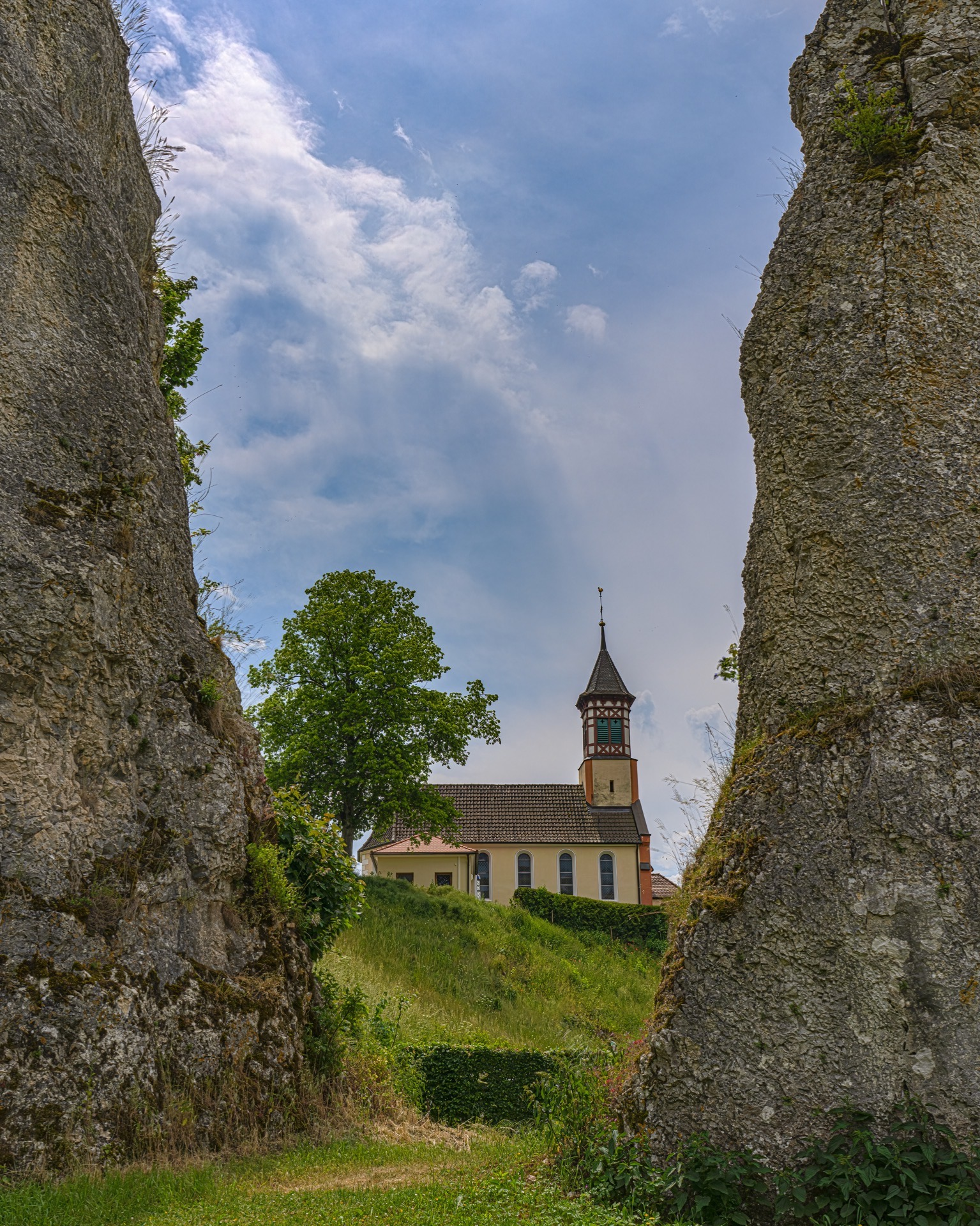
St. Anna

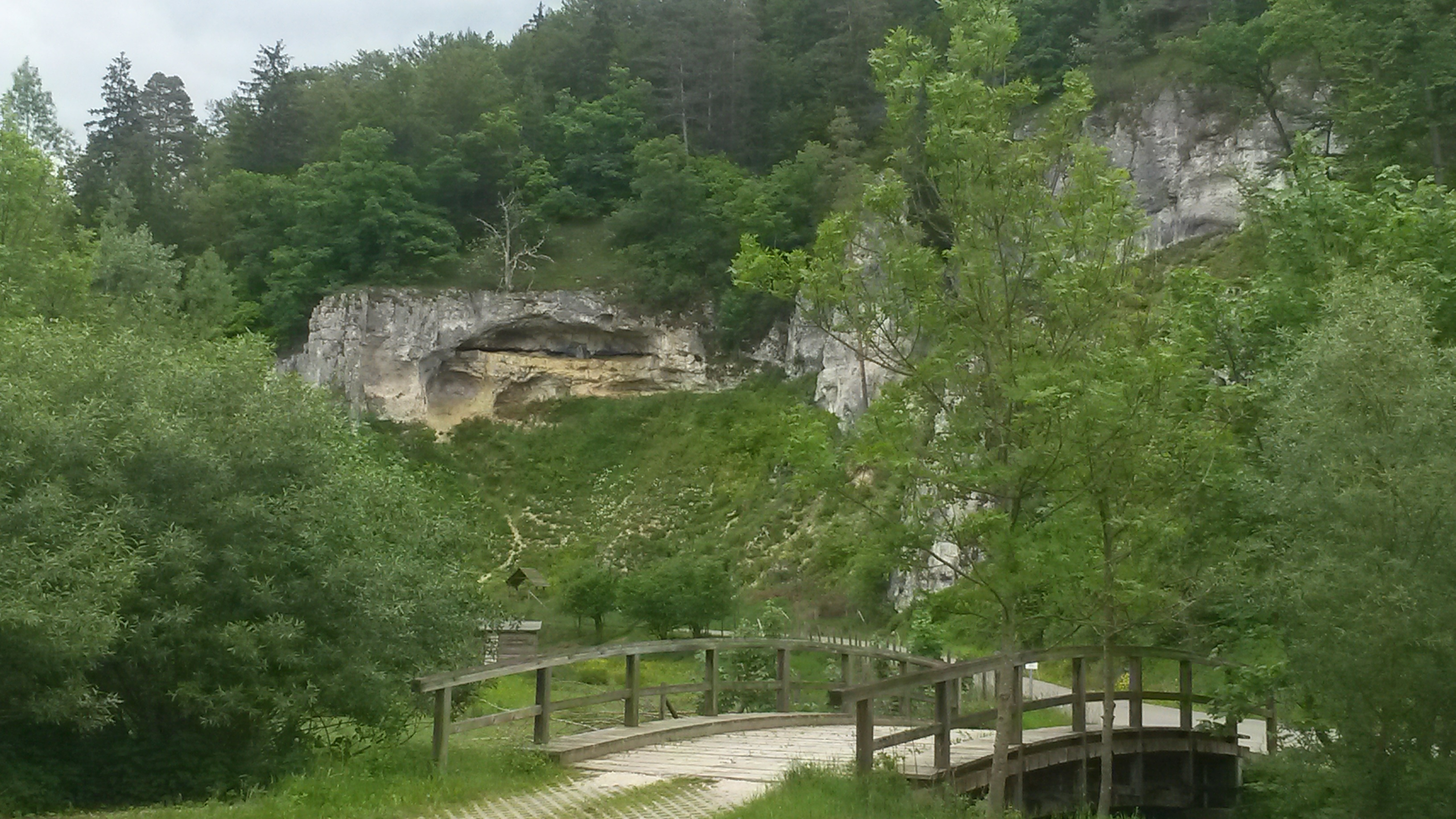
Felsengruppe Häule im Tal der Schmeie unterhalb des Dorfes

### Bauwerke
- Die Kirche St. Anna wurde 1733 erbaut.
- Die Burg Schmeien zeigt sich heute nur noch in schwache Spuren 500 Meter nördlich des Ortes zwischen Unter- und Oberschmeien bei 630 m ü. NN auf einem Felsen links über der Schmeie.

### Naturdenkmäler
- Auf Unterschmeier Gemarkung befindet sich die Doline Eulengrube[5] und der Zigeunerfels.[6] Letzter erhebt sich im unteren Schmeiental etwa 800 Meter südöstlich der Ortschaft bei der Einmündung eines kleinen Seitentals, aufgebaut aus Oberjura-Massenkalken im Niveau der Unteren und Oberen Felsenkalk-Formation (ki2 und 3, früher Weißjura delta und epsilon).